# Saif Saaeed Shaheen
Saif Saaeed Shaheen, född den 15 oktober 1982 som Stephen Cherono i Keiyo i Kenya, är en friidrottare som tävlar för Qatar i medeldistanslöpning och hinderlöpning. 
Shaheen genombrott kom när han under 2001 noterade ett juniorvärldsrekord på 3 000 meter hinder och blev den första junior att springa under 8 minuter. Under 2002 vann han vann guld på 3 000 meter hinder vid Samväldesspelen i Manchester. 
Under 2003 sprang han vid en tävling i Ostrava 5 000 meter på tiden 12.48,81 vilket då var en av världens snabbaste tider på distansen. Precis innan VM 2003 i Paris bytte han även medborgarskap och blev medborgare i Qatar. Vid mästerskapet vann han guld på 3 000 meter hinder på tiden 8.04,39.
På grund av att han bytt medborgarskap fick han inte delta vid de Olympiska sommarspelen 2004. Under året vann han guld vid IAAF World Athletics Final 2004 och han noterade även ett nytt världsrekord på 3 000 meter hinder när han sprang på 7.53,63 vid tävlingar i Doha. Hans rekord var nästan två sekunder snabbare än Brahim Boulamis gamla rekord. 
Under 2005 deltog han vid VM i Helsingfors och försvarade sitt guld i hinderlöpning när han vann på tiden 8.13,31. Han deltog även vid inomhus-VM 2006 och blev silvermedaljör på 3 000 meter efter Kenenisa Bekele. 
Inför VM 2007 råkade han ut för en knäskada och kunde inte försvara sitt guld. 